# Nibal Thawabteh
Nibal Thawabteh (árabe : نبال ثوابتة) es una activista palestina por los derechos de la mujer que trabaja en la Universidad de Birzeit.

## Biografía
Thawabteh fue la primera mujer elegida para formar parte del Consejo Municipal de Beit Fajjar, donde trabajó durante siete años. Elaboró su propio manual de formación y se ofreció voluntaria para ayudar a otras mujeres a conseguir escaños en el consejo.
En 2005 fundó el periódico mensual Al Hal (que significa La Situación), que aborda temas controvertidos como el incesto, la poligamia, los crímenes de honor, los matrimonios ilegales, el lesbianismo y la difícil situación de los pobres. En 2008 fue redactora jefe del periódico y colaboradora. Para el primer número del periódico, se utilizó una foto de Amina Abbas, la esposa de Mahmud Abás, en la portada, lo que creó una gran controversia; según Nibal, la foto era la primera vez que Amina aparecía en público.
Nibal también ha llamado la atención sobre cuestiones sociales escribiendo guiones para televisión sobre temas que incluyen la difícil situación de las mujeres analfabetas y escribiendo y produciendo documentales sobre temas como el suicidio entre las mujeres palestinas. También ha enseñado periodismo de investigación y escritura creativa.
En 2015 fue directora del Centro de Desarrollo Mediático de la Universidad de Birzeit, que se ocupaba de la política nacional de medios de comunicación de Palestina.

## Reconocimientos
En 2008, Nibal recibió el Premio Internacional a las Mujeres de Coraje.